# Hymn Australii
Advance Australia Fair (pol. Naprzód, Piękna Australio) − hymn Australii, do którego słowa i muzykę napisał Peter Dodds McCormick. Po raz pierwszy pieśń tę wykonano w dniu św. Andrzeja w 1878 roku w Sydney. „Advance Australia Fair” została wybrana na hymn narodowy w czasie plebiscytu w 1977 (który odbywał się w tym samym czasie co referendum konstytucyjne), oficjalnie stała się hymnem Australii 19 kwietnia 1984. 31 grudnia 2020 roku premier Scott Morrison ogłosił, że od 1 stycznia 2021 roku wprowadzi poprawki do hymnu.
Advance Australia Fair
Australians all let us rejoice,

For we are one and free;

We’ve golden soil and wealth for toil,

Our home is girt by sea;

Our land abounds in Nature’s gifts

Of beauty rich and rare;

In history’s page, let every stage

Advance Australia fair!

In joyful strains then let us sing,

„Advance Australia fair!”

Beneath our radiant southern Cross,

We’ll toil with hearts and hands;

To make this Commonwealth of ours

Renowned of all the lands;

For those who’ve come across the seas

We’ve boundless plains to share;

With courage let us all combine

To advance Australia fair.

In joyful strains then let us sing

„Advance Australia fair!”
Naprzód, Piękna Australio
Australijczycy, cieszmy się

że jesteśmy zjednoczeni i wolni.

Mamy cenną ziemię i bogactwo za pracę.

Nasz dom jest opasany przez morze,

Nasz kraj przepełniają dary natury

niezwykłej piękności i obfitości.

Na karcie historii, każdym jej etapie,

Naprzód, Piękna Australio.

Zaśpiewajmy zatem wesoło te słowa:

Naprzód, Piękna Australio.

Pod promieniejącym Krzyżem Południa

Będziemy pracować sercami i dłońmi

aby uczynić naszą Wspólnotę

sławną na wszystkich lądach.

Dla tych, którzy przybyli przez morze

mamy bezgraniczne równiny do podziału.

Odważnie połączmy się,

Naprzód, Piękna Australio.

Zaśpiewajmy zatem wesoło te słowa:

Naprzód, Piękna Australio.